# La Margineda
La Margineda (IPA: [ɫə mərʒiˈnɛðə]) is een gehucht dat deel uitmaakt van de Andorrese hoofdstad Andorra la Vella. Het dorp wordt tot het grotere Santa Coloma gerekend en ligt ten zuidwesten van het stadscentrum, tegen de grens met de parochie Sant Julià de Lòria, aan de Valirarivier.

## Cultuur
La Margineda staat bekend om zijn festa major, dat een van de meest innovatiefste van het land heet te zijn. Dit feest vindt elk jaar plaats tijdens de derde week van juli.

## Bezienswaardigheden
- De twaalfde-eeuwse Pont de la Margineda is beschermd erfgoed. De brug is 's lands grootste en best bewaarde in haar soort.
- De Pont de Madrid is recenter.

Andorra la Vella · La Comella · La Margineda · Santa Coloma